# Llebrada
La llebrada es un guisado de liebre típico de la cocina de Aragón (provincia de Huesca). Posee como característica el haber estado en remojo en vino durante la noche anterior a su preparación. La palabra lebrada en algunos diccionarios aparece como una salsa o condimento con el que se aderezan las liebres.